# Hans G. Boman
Hans Gustaf Boman, född 16 augusti 1924 i Engelbrekts församling, Stockholm, död 3 december 2008, var en svensk mikrobiolog med särskild inriktning mot medfödd immunitet. Boman var en pionjär inom forskningen kring insekters immunförsvar, vilken till exempel låg till grund för nobelpriset i medicin 2011.

## Biografi
Hans G. Boman gick sin grundutbildning vid Uppsala universitet där han disputerade i biokemi 1958 hos professor Arne Tiselius. Han genomförde sina postdoktorala studier vid Rockefeller Institute i New York. Under vistelsen i New York gifte han sig med Anita Boman, som därefter blev hans huvudsakliga forskningspartner. De återvände till Sverige och Uppsala universitet 1960 där han etablerade en forskargrupp vid institutionen för biokemi. 1966 blev Boman utnämnd till professor i mikrobiologi vid Umeå universitet. Mellan åren 1966 och 1976 byggde han upp institutionen för mikrobiologi vid Umeå universitet, där hans forskning fokuserade på mekanismer för bakteriell antibiotikaresistens. Boman kombinerade fysiologiska, molekylära, biokemiska och genetiska metoder på ett sätt som var unikt på den tiden. År 1976 blev Boman professor i mikrobiologi vid Stockholms universitet och 1997 flyttade han till Mikrobiologiskt och tumörbiologiskt centrum vid Karolinska Institutet. Vid KI identifierade han en sjukdom som uppstår i samband med brist på antimikrobiella peptider .
Boman invaldes 1978 i Ingenjörsvetenskapsakademien och 1986 i Vetenskapsakademien.

## Forskning
Under perioden i Umeå samarbetade Boman med Bertil Rasmuson vid institutionen för genetik där de frågade sig hur det kommer sig att insekter kan överleva infektioner utan att ha ett system med B- och T-celler. De undersökte bananflugors immunsystem och kunde visa att flugor som en gång infekterats med en icke dödlig dos av bakterien Pseudomonas överlevde en andra högre dos medan flugor som fick samma höga dos för första gången dog.
Boman fortsatte att undersöka immunsvaret hos insekter, men för att kunna analysera immunförsvaret på proteinnivå, krävdes en större insekt med mer hemolymfa. Därför fortsatte forskningen framförallt med studier i Cecropiafjärilen.
1981 publicerade Boman och medarbetare proteinstrukturen av den antimikrobiella peptiden cecropin . Med tekniker för att klona gener, kunde Bomans grupp fortsätta studierna på immungener i Cecropia. Samtidigt började fältet kring medfödd immunitet expandera och man drog nytta av de genetiska verktyg som finns för Drosophila i jakten på förståelsen om immunförsvarets signalering. Från dessa inledande studier karakteriserades en rad insektsantimikrobiella peptider och andra immunproteiner.

## Priser och utmärkelser
- 2000 – Fernströmpriset

## Källa
- Vem är det '93, Norstedts 1992, ISBN 91-1-914072-X, sid. 156.